# Hotunje
Hotunje (pronounced [xɔˈtuːnjɛ]) est un village situé à l'ouest de Ponikva, dans la municipalité de Šentjur, dans l'est de la Slovénie. La  municipalité est incluse dans la région statistique de Savinja, qui se trouve dans la partie slovène du duché historique de Styrie.
La ligne de chemin de fer de Ljubljana à Maribor longe Hotunje par l'Est. La gare locale date de l'époque où le chemin de fer autrichien du sud était en cours de construction ; soit entre 1845 et 1846.

## Personnalités notables
- Blaise Kozenn (1821–1871), géographe et cartographe